# سرگیوپول (باشقیرستان)
سرگیوپول (انگلیسی: Sergiopol, Republic of Bashkortostan) یک شهرک در شهرستان داولکانوفسکی در استان باشقیرستان کشور روسیه است.